# Bardas
Bardas (gr. Βάρδας; zm. 21 kwietnia 866) – cezar (gr. καῖσαρ, kaisar), wpływowy współpracownik cesarza (gr. αυτοκράτορας, autokratoras) Michała III.

## Życiorys
Był potomkiem ormiańskiego rodu, osiedlonego w Paflagonii, bratem cesarzowej Teodory. Pod rządami swego szwagra Teofila uzyskał tytuł patrycjusza i wysokie stanowisko wojskowe. W 842 roku był jednym z trzech opiekunów Michała III, został jednak usunięty z dworu przez Teoktysta i cesarzową Teodorę. Między 843 a 856 założył w Magnaura ważny ośrodek nauki bizantyńskiej. Gdy Michał III osiągnął pełnoletniość, Bardas zorganizował spisek (przewrót pałacowy), w wyniku którego Teoktyst został zabity a Teodorę pozbawiono politycznych wpływów na dworze i wysłano do klasztoru (856). Od tego czasu kierował sprawami państwowymi. W 862 lub 863 uzyskał tytuł cezara. W 858 spowodował usunięcie patriarchy Ignacego i zastąpienie go Focjuszem. Bardas prowadził skuteczną politykę zagraniczną. W Azji Mniejszej ofensywę przeciw Arabom prowadził jego brat Petronas. W 859 flota bizantyńska zaatakowała Damiettę w Egipcie. Zagrożenie ze strony Rusów (860) spowodowało zawarcie sojuszu z Chazarami. Bardas był też inicjatorem szeroko zakrojonej akcji misyjnej w Bułgarii (chrzest 865) i na Morawach (chrzest 863). Jego wpływ na Michała III okazał się nie dość skuteczny. Bardas został zamordowany przez Bazylego, kolejnego cesarskiego faworyta, w roku 866 (podczas przygotowań do odbicia Krety spod panowania arabskiego). Rok później Bazyli zamordował cesarza Michała III i został jedynym władcą Cesarstwa.